# Lesjön (Ytterlännäs socken, Ångermanland)
Lesjön är en sjö i Kramfors kommun i Ångermanland och ingår i Ångermanälven-Gådeåns kustområde. Sjön har en area på 1,98 kvadratkilometer och ligger 19 meter över havet. Sjön avvattnas av vattendraget Svedjeån (Edsån). Vid provfiske har en stor mängd fiskarter fångats, bland annat abborre, braxen, gers och gädda.

## Delavrinningsområde
Lesjön ingår i det delavrinningsområde (699390-159376) som SMHI kallar för Utloppet av Lesjön. Medelhöjden är 100 meter över havet och ytan är 23,82 kvadratkilometer. Räknas de 9 avrinningsområdena uppströms in blir den ackumulerade arean 90,72 kvadratkilometer. Avrinningsområdets utflöde Svedjeån (Edsån) mynnar i havet. Avrinningsområdet består mestadels av skog (71 procent). Avrinningsområdet har 1,94 kvadratkilometer vattenytor vilket ger det en sjöprocent på 8,1 procent.

## Fisk
Vid provfiske har följande fisk fångats i sjön:
- Abborre
- Braxen
- Gärs
- Gädda
- Gös
- Lake
- Löja
- Mört
- Nors
- Sik